# Liste des députés de La Réunion
 (mai 2025).
Cet article présente la liste des députés élus à La Réunion. 

## Cinquième République

### Députés actuels (depuis 2024)
| Circonscription     | Identité            | Parti | Parti      | Suppléant                 | Autres mandats                         |
| ------------------- | ------------------- | ----- | ---------- | ------------------------- | -------------------------------------- |
| 1re circonscription | Philippe Naillet    |       | PS         | Brigitte Adame            | Conseiller municipal de Saint-Denis    |
| 2e circonscription  | Karine Lebon        |       | PLR        | Henry Hypolyte            | Conseillère municipale de Saint-Paul   |
| 3e circonscription  | Joseph Rivière      |       | RN         | Marie Partula             |                                        |
| 4e circonscription  | Emeline K/Bidi      |       | Le Progrès | Jean-Bernard Maratchia    | Conseillère municipale de Saint-Joseph |
| 5e circonscription  | Jean-Hugues Ratenon |       | RÉ974-LFI  | Flavie Emmanuelle Annette | Conseiller régional de La Réunion      |
| 6e circonscription  | Frédéric Maillot    |       | PLR        | Leila Langenier           | Conseiller régional de La Réunion      |
| 7e circonscription  | Perceval Gaillard   |       | RÉ974-LFI  | Geneviève Payet           |                                        |

### Législature 2022-2024
| Circonscription     | Identité            | Parti | Parti      | Suppléant              | Autres mandats                       |
| ------------------- | ------------------- | ----- | ---------- | ---------------------- | ------------------------------------ |
| 1re circonscription | Philippe Naillet    |       | PS         | Valérie Payet          | Conseiller municipal de Saint-Denis  |
| 2e circonscription  | Karine Lebon        |       | PLR        | Henry Hypolyte         | Conseillère municipale de Saint-Paul |
| 3e circonscription  | Nathalie Bassire    |       | DVD        | Mheïdy Jonas           |                                      |
| 4e circonscription  | Emeline K/Bidi      |       | Le Progrès | Jean-Bernard Maratchia |                                      |
| 5e circonscription  | Jean-Hugues Ratenon |       | RÉ974-LFI  | Laetitia Sidat         | Conseiller régional de La Réunion    |
| 6e circonscription  | Frédéric Maillot    |       | PLR        | Leila Langenier        |                                      |
| 7e circonscription  | Perceval Gaillard   |       | RÉ974-LFI  | Geneviève Payet        |                                      |

### Législature 2017-2022
| Circonscription     | Identité                      | Parti             | Parti     | Suppléant                            | Autres mandats                                                                                           |
| ------------------- | ----------------------------- | ----------------- | --------- | ------------------------------------ | --- |
| 1re circonscription | Ericka Bareigts (2017-2020)   |                   | PS        | Philippe Naillet                     | |
| 1re circonscription | Philippe Naillet (2020-2022)  | —                 | PS        | Conseiller municipal de Saint-Denis  | |
| 2e circonscription  | Huguette Bello (2017-2020)    |                   | PLR       | Olivier Hoarau                       | Conseillère régionale de La Réunion Élue maire de Saint-Paul                                             |
| 2e circonscription  | Olivier Hoarau (2020)         | —                 | PLR       | Maire du Port                        | |
| 2e circonscription  | Karine Lebon (2020-2022)      | Fayzal Ahmed-Vali | PLR       | Conseillère municipale de Saint-Paul | |
| 3e circonscription  | Nathalie Bassire              |                   | DVD       | Jean-Alain Cadet                     | Conseillère régionale de La Réunion                                                                      |
| 4e circonscription  | David Lorion                  |                   | LR        | Virginie K'Bidi                      | |
| 5e circonscription  | Jean-Hugues Ratenon           |                   | RÉ974-LFI | Vanessa Balbine                      | Conseiller municipal de Bras-Panon                                                                       |
| 6e circonscription  | Nadia Ramassamy               |                   | LR        | Luçay Sautron                        | Vice-présidente du conseil départemental de La Réunion Vice-présidente du conseil régional de La Réunion |
| 7e circonscription  | Thierry Robert (2017-2018)    |                   | MoDem     | Marie-Rose Won-Fah-Hin               | Maire de Saint-Leu                                                                                       |
| 7e circonscription  | Jean-Luc Poudroux (2018-2022) |                   | OR        | Graziella Vergoz                     | |

### Législature 2012-2017
| Circonscription                         | Identité                                                                                | Parti | Autres mandats importants                                           | Suppléant(e)       |
| --------------------------------------- | --------------------------------------------------------------------------------------- | ----- | ------------------------------------------------------------------- | ------------------ |
| Première circonscription de La Réunion  | Mme Ericka Bareigts jusqu'en 2016, puis son suppléant M. Philippe Naillet jusqu'en 2017 | PS    |                                                                     | Philippe Naillet   |
| Deuxième circonscription de La Réunion  | Mme Huguette Bello                                                                      | PLR   | Maire de Saint-Paul (2008-2014) Conseillère régionale (depuis 2015) | Olivier Hoarau     |
| Troisième circonscription de La Réunion | M. Jean-Jacques Vlody                                                                   | PS    |                                                                     | Marie-Lyne Gastrin |
| Quatrième circonscription de La Réunion | M. Patrick Lebreton                                                                     | PS    | Maire de Saint-Joseph                                               | Virginie Gobalou   |
| Cinquième circonscription de La Réunion | M. Jean-Claude Fruteau                                                                  | PS    | Maire de Saint-Benoît                                               | Léopoldine Settama |
| Sixième circonscription de La Réunion   | Mme Monique Orphé                                                                       | PS    |                                                                     | Christian Annette  |
| Septième circonscription de La Réunion  | M. Thierry Robert                                                                       | MoDem | Maire de Saint-Leu                                                  | Geneviève Sévagamy |

Les sixième et septième circonscriptions ont été créées en 2010 à la faveur d'un redécoupage administratif.

### Législature 2007-2012
| Circonscription                         | Identité                                                                              | Parti | Autres mandats importants        | Suppléant(e)           |
| --------------------------------------- | ------------------------------------------------------------------------------------- | ----- | -------------------------------- | ---------------------- |
| Première circonscription de La Réunion  | M. René-Paul Victoria                                                                 | UMP   | Maire de Saint-Denis (2001-2008) | Patricia Hoarau        |
| Deuxième circonscription de La Réunion  | Mme Huguette Bello                                                                    | PCR   | Maire de Saint-Paul (2008-2014)  | Michel Séraphine       |
| Troisième circonscription de La Réunion | M. Didier Robert jusqu’en 2010, puis sa suppléante Jacqueline Farreyrol jusqu’en 2011 | UMP   |                                  | Jacqueline Farreyrol   |
| Quatrième circonscription de La Réunion | M. Patrick Lebreton                                                                   | PS    | Maire de Saint-Joseph            | Christine Soupramanien |
| Cinquième circonscription de La Réunion | M. Jean-Claude Fruteau                                                                | PS    | Maire de Saint-Benoît            | Emmanuel Sériacaroupin |

### Législature 2002-2007
| Circonscription                         | Identité               | Parti         | Autres mandats importants        | Suppléant(e)         |
| --------------------------------------- | ---------------------- | ------------- | -------------------------------- | -------------------- |
| Première circonscription de La Réunion  | M. René-Paul Victoria  | UMP           | Maire de Saint-Denis (2001-2008) | Jacqueline Farreyrol |
| Deuxième circonscription de La Réunion  | Mme Huguette Bello     | PCR           |                                  | Ary Mardénalom       |
| Troisième circonscription de La Réunion | M. André Thien Ah Koon | Divers Droite | Maire du Tampon (1983-2006)      | Michel Dennemont     |
| Quatrième circonscription de La Réunion | M. Christophe Payet    | PS            | Maire de Petite-Île              | Graziella Leveneur   |
| Cinquième circonscription de La Réunion | M. Bertho Audifax      | UMP           | Maire de Saint-Benoît            | Stéphane Fouassin    |

### Législature 1997-2002
| Circonscription                         | Identité               | Parti | Autres mandats importants        | Suppléant(e)         |
| --------------------------------------- | ---------------------- | ----- | -------------------------------- | -------------------- |
| Première circonscription de La Réunion  | M. Michel Tamaya       | PS    | Maire de Saint-Denis (2001-2008) | Dominique Rivière    |
| Deuxième circonscription de La Réunion  | Mme Huguette Bello     | PCR   |                                  | Ary Mardénalom       |
| Troisième circonscription de La Réunion | M. André Thien Ah Koon | DVD   | Maire du Tampon (1983-2006)      | Michel Dennemont     |
| Quatrième circonscription de La Réunion | M. Élie Hoarau         | PCR   | Maire de Saint-Pierre            | Wilfrid Bertile (PS) |
| Cinquième circonscription de La Réunion | M. Claude Hoarau       | PCR   |                                  | Younouss Issa (PS)   |

### Législature 1993-1997
| Circonscription                                    | Identité                 | Parti | Autres mandats importants   | Suppléant(e) |
| -------------------------------------------------- | ------------------------ | ----- | --------------------------- | ------------ |
| Première circonscription de La Réunion             | M. Gilbert Annette       | PS    |                             |              |
| Deuxième circonscription de La Réunion (1993-1996) | M. Paul Vergès           | PCR   |                             |              |
| Deuxième circonscription de La Réunion (1996-1997) | M. Claude Hoarau         | PCR   |                             |              |
| Troisième circonscription de La Réunion            | M. André Thien Ah Koon   | DVD   | Maire du Tampon (1983-2006) |              |
| Quatrième circonscription de La Réunion            | M. André-Maurice Pihouée | RPR   |                             |              |
| Cinquième circonscription de La Réunion            | M. Jean-Paul Virapoullé  | UDF   |                             |              |

### Législature 1988-1993
| Circonscription                                        | Identité                | Parti       | Autres mandats importants                          | Suppléant(e)       |
| ------------------------------------------------------ | ----------------------- | ----------- | -------------------------------------------------- | ------------------ |
| Première circonscription de La Réunion                 | M. Auguste Legros       | RPR         | Président du Conseil général, maire de Saint-Denis | René-Paul Victoria |
| Deuxième circonscription de La Réunion (1988) (décédé) | M. Laurent Vergès       | PCR         |                                                    | Alexis Pota        |
| Deuxième circonscription de La Réunion (1988-1993)     | M. Alexis Pota          | Non-inscrit |                                                    |                    |
| Troisième circonscription de La Réunion                | M. André Thien Ah Koon  | DVD         | Maire du Tampon (1983-2006)                        | Daniel Tholozan    |
| Quatrième circonscription de La Réunion                | M. Élie Hoarau          | PCR         |                                                    | Guy Éthève         |
| Cinquième circonscription de La Réunion                | M. Jean-Paul Virapoullé | UDF         |                                                    | Marc-Luc Boyer     |

### Législature 1986-1988
Scrutin de listes. Pas de suppléants.
| Identité                | Parti | Autres mandats importants |
| ----------------------- | ----- | ------------------------- |
| M. Michel Debré         | RPR   |                           |
| M. Jean-Paul Virapoullé | UDF   |                           |
| M. Paul Vergès          | PCR   |                           |
| M. Élie Hoarau          | PCR   |                           |
| M. André Thien Ah Koon  | DVD   |                           |

### Législature 1981-1986
| Circonscription                        | Identité           | Parti | Autres mandats importants | Suppléant(e) |
| -------------------------------------- | ------------------ | ----- | ------------------------- | ------------ |
| Première circonscription de La Réunion | M. Michel Debré    | RPR   |                           |              |
| Deuxième circonscription de La Réunion | M. Jean Fontaine   | DVD   |                           |              |
| Deuxième circonscription de La Réunion | M. Wilfrid Bertile | PS    |                           |              |

### Législature 1978-1981
| Circonscription                        | Identité            | Parti | Autres mandats importants | Suppléant(e)   |
| -------------------------------------- | ------------------- | ----- | ------------------------- | -------------- |
| Première circonscription de La Réunion | M. Michel Debré     | RPR   |                           | Auguste Legros |
| Deuxième circonscription de La Réunion | M. Jean Fontaine    | DVD   |                           | Paul Bénard    |
| Deuxième circonscription de La Réunion | M. Pierre Lagourgue | UDF   |                           | Guy Hoarau     |

### Législature 1973-1978
| Circonscription                        | Identité          | Parti | Autres mandats importants | Suppléant(e)   |
| -------------------------------------- | ----------------- | ----- | ------------------------- | -------------- |
| Première circonscription de La Réunion | M. Michel Debré   | UDR   |                           | Auguste Legros |
| Deuxième circonscription de La Réunion | M. Jean Fontaine  | DVD   |                           | Paul Bénard    |
| Deuxième circonscription de La Réunion | M. Marcel Cerneau | CDP   |                           | Guy Hoarau     |

### Législature 1968-1973
| Circonscription                        | Identité          | Parti | Autres mandats importants | Suppléant(e) |
| -------------------------------------- | ----------------- | ----- | ------------------------- | ------------ |
| Première circonscription de La Réunion | M. Michel Debré   | UDR   |                           | Henry Sers   |
| Deuxième circonscription de La Réunion | M. Jean Fontaine  | DVD   |                           | Paul Bénard  |
| Deuxième circonscription de La Réunion | M. Marcel Cerneau | CD    |                           | Guy Hoarau   |

### Législature 1967-1968
| Circonscription                        | Identité                               | Parti | Autres mandats importants | Suppléant(e)                                   |
| -------------------------------------- | -------------------------------------- | ----- | ------------------------- | ---------------------------------------------- |
| Première circonscription de La Réunion | M. Michel Debré                        | UDR   |                           | Henry Sers                                     |
| Deuxième circonscription de La Réunion | M. Gabriel Macé (décédé le 12/02/1968) | DVD   |                           | Joseph Peyret-Forcade (du 13/02 au 30/05/1968) |
| Deuxième circonscription de La Réunion | M. Marcel Cerneau                      | CD    |                           | Guy Hoarau                                     |

### Législature 1962-1967
| Circonscription                                                        | Identité           | Parti       | Autres mandats importants | Suppléant(e)     |
| ---------------------------------------------------------------------- | ------------------ | ----------- | ------------------------- | ---------------- |
| Première circonscription de La Réunion (1962-1963, élection invalidée) | M. Gabriel Macé    | UNR-UDT     |                           | Philippe Vinson  |
| Première circonscription de La Réunion (1963-1967)                     | M. Michel Debré    | UNR-UDT     |                           | Henry Sers       |
| Deuxième circonscription de La Réunion                                 | M. Marcel Vauthier | MRP         |                           | Serge Saint-Alme |
| Troisième circonscription de La Réunion                                | M. Marcel Cerneau  | Non-inscrit |                           | Guy Hoarau       |

### Législature 1958-1962
| Circonscription                        | Identité                             | Parti       | Autres mandats importants | Suppléant(e)     |
| -------------------------------------- | ------------------------------------ | ----------- | ------------------------- | ---------------- |
| Première circonscription de La Réunion | M. Frédéric Champierre de Villeneuve | CNIP        |                           | Pierre Lagourgue |
| Deuxième circonscription de La Réunion | M. Valère Clément                    | UNR         |                           |                  |
| Deuxième circonscription de La Réunion | M. Marcel Cerneau                    | Non-inscrit |                           |                  |

## Quatrième République

### Troisième législature (1956-1958)
- Paul Vergès (PCF)
- Raymond Mondon (PCF)
- Raphaël Babet (UDSR), décédé le 30 août 1957, remplacé par Marcel Cerneau (non-inscrit)

### Deuxième législature (1951-1956)
- Raymond Vergès (PCF)
- Raphaël Babet (UDSR)
- Frédéric Champierre de Villeneuve (Centre républicain)

### Première législature (1946-1951)
- Raymond Vergès (PCF)
- Léon de Lépervanche (PCF)
- Raphaël Babet (UDSR)

## Gouvernement provisoire de la République française

### Seconde assemblée nationale constituante (1946)
- Raphaël Babet (UDSR)
- Marcel Vauthier (MRP)

### Première assemblée nationale constituante (1945-1946)
- Raymond Vergès (PCF)
- Léon de Lépervanche (PCF)

## Troisième République

### Seizième législature (1936-1940)
- Auguste Brunet (Union socialiste et républicaine)
- Lucien Gasparin (radical)

### Quinzième législature (1932-1936)
- Auguste Brunet (indépendant de gauche)
- Lucien Gasparin (indépendant de gauche)

### Quatorzième législature (1928-1932)
- Auguste Brunet (indépendant de gauche)
- Lucien Gasparin (indépendant de gauche)

### Treizième législature (1924-1928)
- Auguste Brunet (radical)
- Lucien Gasparin (radical)

### Douzième législature (1919-1924)
- Lucien Gasparin (radical)
- Georges Boussenot (radical)

### Onzième législature (1914-1919)
- Georges Boussenot (radical)
- Lucien Gasparin (radical)

### Dixième législature (1910-1914)
- Lucien Gasparin (radical)
- Augustin Archambeaud (républicain progressiste)

### Neuvième législature (1906-1914)
- Lucien Gasparin (républicain progressiste)
- François de Mahy (non-inscrit), mort le 19 novembre 1906, remplacé par Augustin Archambeaud (républicain progressiste)

### Huitième législature (1902-1906)
- Louis Brunet (radical), élu sénateur le 26 mars 1905, remplacé le 11 juin 1905 par Joseph Auber (radical)
- François de Mahy (non-inscrit)

### Septième législature (1898-1902)
- Louis Brunet (radical)
- François de Mahy (non-inscrit)

### Sixième législature (1893-1898)
- Louis Brunet (républicain)
- François de Mahy (non-inscrit)

### Cinquième législature (1889-1893)
- Édouard Le Roy (non-inscrit)
- François de Mahy (non-inscrit)

### Quatrième législature (1885-1889)
- Charles Dureau de Vaulcomte (Union républicaine)
- François de Mahy (gauche républicaine)

### Troisième législature (1881-1885)
- Charles Dureau de Vaulcomte (union républicaine)
- François de Mahy (gauche républicaine)

### Deuxième législature (1877-1881)
- François de Mahy (gauche républicaine)

### Première législature (1876-1877)
- François de Mahy (gauche républicaine)

## Autres anciens députés
- Gilbert Annette, de 1993 à 1997
- Jules Auber
- Charles Ogé Barbaroux
- Wilfrid Bertile, de 1981 à 1986
- Louis-Marie Bertrand
- Emmanuel Besnard
- Michel Debré, de 1963 à 1988
- Jean-Baptiste d'Etcheverry
- Jacqueline Farreyrol, de 2010 à 2011
- Jean Fontaine, de 1968 à 1986
- Prosper de Greslan
- Élie Hoarau, de 1986 à 1987, de 1988 à 1993
- Pierre Lagourgue, de 1978 à 1981
- Auguste Legros, de 1988 à 1993
- Nicolas Lemarchand
- Gabriel Macé
- Joseph Peyret-Forcade, quelques semaines en 1968
- André-Maurice Pihouée
- Alexis Pota, de 1988 à 1993
- Didier Robert, de 2007 à 2010
- Alexandre Robinet de La Serve
- Henry Sers
- André Thien Ah Koon, de 1986 à 2006
- Laurent Vergès, de 1987 à 1988
- Paul Vergès, de 1956 à 1958, de 1986 à 1988, de 1993 à 1996
- Jean-Paul Virapoullé, de 1986 à 1997